# Árpád Mozes
Árpád Mozes (1931–2013) byl rumunský luterský biskup.
Jako klužský biskup byl do roku 2004 hlavou Evangelické luterské církve v Rumunsku.
Byl činný v ekumenickém hnutí a zasazoval se o národnostní práva rumunských Maďarů.